# Полик (Лодзинське воєводство)
По́лик (пол. Polik) — село в Польщі, у гміні Бжезіни Бжезінського повіту Лодзинського воєводства.
Населення — 267 осіб (2011).
У 1975—1998 роках село належало до Скерневицького воєводства.

## Демографія
Демографічна структура станом на 31 березня 2011 року:
|          | Загалом | Допрацездатний вік | Працездатний вік | Постпрацездатний вік |
| -------- | ------- | ------------------ | ---------------- | -------------------- |
| Чоловіки | 135     | 28                 | 89               | 18                   |
| Жінки    | 132     | 24                 | 77               | 31                   |
| Разом    | 267     | 52                 | 166              | 49                   |